# Hey Stoopid
| Recensione                | Giudizio |
| ------------------------- | -------- |
| AllMusic                  | [ 5 ]    |
| Rolling Stone Album Guide | [ 6 ]    |

Hey Stoopid è il diciannovesimo album in studio del cantante statunitense Alice Cooper, pubblicato il 2 luglio 1991 dalla Epic Records.

## Il disco
L'album si avvale della collaborazione di ospiti speciali quali Slash (ai tempi ancora chitarrista dei Guns N' Roses), Ozzy Osbourne, Vinnie Moore, Joe Satriani, Steve Vai, Nikki Sixx e Mick Mars (entrambi dei Mötley Crüe). È l'ultimo disco di Cooper in cui suona il bassista Hugh McDonald, prima del suo ingresso nei Bon Jovi come membro non ufficiale nel 1995.
Nonostante abbia venduto meno rispetto al precedente Trash, l'album è comunque riuscito a ottenere un buon successo, soprattutto all'interno del mercato europeo.
Il singolo Feed My Frankenstein è uno dei pochi brani che vede la partecipazione contemporanea dei chitarristi Steve Vai e Joe Satriani, accompagnati da Nikki Sixx al basso.
La traccia conclusiva del disco, Wind-Up Toy, segna la prima apparizione certa del personaggio immaginario chiamato Steven (protagonista della storia narrata in Welcome to My Nightmare) dopo più di 15 anni. Le sue vicende saranno interamente riprese nell'album successivo, The Last Temptation nel 1994.

## Tracce
1. Hey Stoopid – 4:34 (Alice Cooper, Vic Pepe, Jack Ponti, Bob Pfeifer)
2. Love's a Loaded Gun – 4:11 (Cooper, Pepe, Ponti)
3. Snakebite – 4:33 (Cooper, Pepe, Ponti, Pfeifer, Lance Bulen, Kelly Keeling)
4. Burning Our Bed – 4:34 (Cooper, Al Pitrelli, Pfeifer, Steve West)
5. Dangerous Tonight – 4:41 (Cooper, Desmond Child)
6. Might as Well Be on Mars – 7:09 (Cooper, Dick Wagner, Child)
7. Feed My Frankenstein – 4:44 (Cooper, Zodiac Mindwarp, Ian Richardson, Nick Coler)
8. Hurricane Years – 3:58 (Cooper, Pepe, Ponti, Pfeifer)
9. Little by Little – 4:34 (Cooper, Pepe, Ponti, Pfeifer)
10. Die for You – 4:16 (Cooper, Mick Mars, Nikki Sixx, Jim Vallance)
11. Dirty Dreams – 3:29 (Cooper, Pfeifer, Vallance)
12. Wind-Up Toy – 5:28 (Cooper, Pepe, Ponti, Pfeifer)

Traccia bonus dell'edizione giapponese
1. It Rained All Night – 3:54 (Cooper, Child)

Tracce bonus della versione rimasterizzata del 2013
1. Hey Stoopid (Beba Edit) – 3:58 (Cooper, Pepe, Ponti, Pfeifer)
2. Fire – 3:04 (Jimi Hendrix)
3. It Rained All Night – 3:54 (Cooper, Child)

## Formazione
- Alice Cooper – voce, armonica (traccia 11)
- Stef Burns – chitarre (eccetto traccia 11)
- Hugh McDonald – basso (eccetto traccia 7)
- Robert Bailey – tastiere
- Mickey Curry – batteria

### Altri musicisti
- British Gang, East Coast Gang, West Coast Gang, Zachary Nevel – cori
- Joe Satriani – chitarre (tracce 1, 4, 7, 9 e 12), cori (traccia 1)
- Slash – assolo di chitarra (traccia 1)
- Ozzy Osbourne – seconda voce (traccia 1)
- John Webster – tastiere e organo Hammond (traccia 5)
- Jai Winding – tastiere aggiuntiva (traccia 6)
- Chris Boardman – arrangiamento strumenti ad arco (traccia 6)
- Steve Vai – chitarre (traccia 7)
- Nikki Sixx – basso (traccia 7)
- Vinnie Moore – chitarre (tracce 8 e 11)
- Mick Mars – chitarre (traccia 10)

### Produzione
- Peter Collins – produzione
- Paul Northfield – ingegneria del suono, registrazione
- Bob Ludwig – mastering presso il Masterdisk di New York

## Classifiche
| Classifica (1991) | Posizione massima |
| ----------------- | ----------------- |
| Australia         | 15                |
| Austria           | 5                 |
| Canada            | 23                |
| Finlandia         | 3                 |
| Germania          | 7                 |
| Giappone          | 35                |
| Norvegia          | 6                 |
| Nuova Zelanda     | 22                |
| Paesi Bassi       | 54                |
| Regno Unito       | 4                 |
| Stati Uniti       | 47                |
| Svezia            | 9                 |
| Svizzera          | 7                 |
| Ungheria          | 27                |